# Cuscomys
Cuscomys là một chi động vật có vú trong họ Abrocomidae, bộ Gặm nhấm. Chi này được Emmons miêu tả năm 1999. Loài điển hình của chi này là Abrocoma oblativa Eaton, 1916.

## Các loài
Chi này gồm 2 loài:
- Cuscomys ashaninka
- Cuscomys oblativus